# Ломновский, Пётр Николаевич
Пётр Николаевич Ломновский (1871 — 2 марта 1956,) — русский военачальник, генерал-лейтенант Генштаба Русской императорской армии, белогвардеец.

## Обучение
Общее образование получил в Тифлисском кадетском корпусе.

## Начало службы
В службу вступил 1 сентября 1889 года юнкером рядового звания в 1-е военное Павловское училище. По окончании училища выпущен подпоручиком гвардии (старшинство с 05.08.1891) в Волынский лейб-гвардии полк. Поручик (ст. 05.08.1895). Окончил Николаевскую академию Генерального штаба (1898; по 1-му разряду). Штабс-капитан гвардии с переименованием в капитаны ГШ (ст. 17.05.1898).
13 мая 1899 года назначен помощником старшего адъютанта штаба Закаспийской области, а 7 августа 1899 года штаба 2-го Туркестанского армейского корпуса. С 31 октября 1900 по 31 октября 1901 года отбывал цензовое командование ротой в 1-м Закаспийском стрелковом батальоне. С 22 сентября 1901 года старший адъютант штаба Приамурского ВО. С 20 апреля по 1 сентября 1903 года отбывал цензовое командование батальоном в 15-м стрелковом полку. C 25 декабря 1903 года штаб-офицер при управлении 8-й Восточно-Сибирской стрелковой бригады, с 24 февраля 1904 года начальник штаба 8-й Восточно-Сибирской стрелковой дивизии.

## Участие в войнах
В начале русско-японской войны назначен на должность старшего адъютанта управления генерал-квартирмейстера 1-й Маньчжурской армии. С 5 августа 1905 года стал штаб-офицером для делопроизводства и поручений управления генерал-квартирмейстера при главнокомандующем на Дальнем Востоке. За отличия на войне награждён Золотым оружием.
27 марта 1906 года получает пост начальник штаба 6-й Восточно-Сибирской стрелковой дивизии, 2 ноября 1908 года командира 24-го Сибирского стрелкового полка, 21 августа 1912 окружного генерал-квартирмейстера при штабе Киевского ВО.
Началась Первая мировая война и Ломновского назначают исполняющим должность начальника штаба 8-й армии генерала А. А. Брусилова, у которого он был ближайшим помощником в проведении операций в Галиции. В сентябре 1914 года награждён орденом Святого Георгия (4-й ст.). 17 июля 1915 года стал командовать 15-й пехотной дивизией, а 7 апреля 1917 года 8-м армейским корпусом. С ним Ломновский участвовал в наступлении на Марешт. В составе 4-й армии действовал вместе со 2-й румынской армией. 24 июля вместе с 8-м армейским корпусом в наступлении нанёс серьёзное поражение немцам и на следующий день оно продолжилось, но было свёрнуто А. Ф. Керенским. В июле успешно действовал в боях на Ойтузе. С 12 июля 1917 года командовал 10-й армией (Западный фронт), но из-за того, что это назначение совершилось всего за несколько дней до готовившегося наступления, в котором 10-й армии отводилась главная роль, Ломновский не успел её тщательным образом подготовить. 2-й Кавказский армейский корпус отказался идти в наступление. В состав армии вошли следующие армейские корпуса: 3-й, 20-й, 38-й, 1-й Сибирский, в резерв фронта стянуты 10-й и 50-й. 22 июля Ломновский развернул наступление армии, оказавшееся неудачным, потери составили 6000-7000 убитых, эвакуировались в тыл 30 000. 9 сентября 1917 года отстранён от командования 10-й армией и переведён в резерв чинов при штабе Киевского ВО.
После Октябрьской революции переехал на Дон, где вступил в Добровольческую армию. В начале 1918 года был назначен её представителем при гетмане Украины П. П. Скоропадском.
В 1919 году эмигрировал в Софию (Болгария), затем переехал в Ниццу (Франция), где умер 2 марта 1956 года. Похоронен на кладбище Кокад.

## Награды
- Орден Св. Станислава 3-й ст. (1899);
- Орден Св. Анны 3-й ст. (1902);
- Орден Св. Станислава 2-й ст. с мечами (1905);
- Орден Св. Владимира 4-й ст. с мечами и бантом (1905);
- Золотое оружие (ВП 18.06.1906);
- Орден Св. Анны 2-й ст. с мечами (1907);
- Орден Св. Владимира 3-й ст. (1908; 22.02.1909);
- Орден Св. Станислава 1-й ст. (06.12.1913);
- Орден Св. Георгия 4-й ст. (ВП 27.09.1914);
- Орден Св. Анны 1-й ст. (ВП 01.1915);
- Орден Св. Владимира 2-й ст. (ВП 19.02.1915).
- Орден Белого Орла с мечами (ВП 21.12.1916).